# César Franciotti
César Franciotti (Lucques, 3 juillet 1557 - Lucques, 9 décembre 1627) est un prêtre membre des Clercs réguliers de la Mère de Dieu et reconnu vénérable par l'Église catholique.

## Biographie
César Franciotti naît à Lucques le 3 juillet 1557 dans une famille noble. À l'âge de 15 ans, il entre au couvent des dominicains de Lucques mais il est ramené au domicile par son père qui désire que César étudie la médecine à l'université de Pérouse. Afin qu'il apprenne les premiers éléments de logique avant d'être envoyé à l'université, son père le confie aux soins du Père Jean Leonardi, qui habite non loin du palais Franciotti. Il y rencontre Jean-Baptiste Cioni et Georges Arrighini, les premiers compagnons de Leonardi, ce qui renforce sa vocation religieuse.
Malgré l'opposition de sa famille, il intègre les Clercs réguliers de la Mère de Dieu le 20 mars 1575, suivi de son jeune frère Jules l'année suivante. Après ses études de philosophie et de théologie, il est ordonné le 23 septembre 1581, et commence une activité de prédication et d'enseignement religieux à Lucques ainsi que dans les villages environnants, et organise le catéchisme des enfants, selon les dispositions du Concile de Trente. 
En 1588, il est appelé à Rome par Leonardi. Pendant son séjour, il fréquente le Collège Romain où il rencontre saint Louis de Gonzague. Le cardinal Cesare Baronio, Robert Bellarmin, Hippolyte Galantini et Philippe Neri sont des auditeurs assidus de Franciotti.
À 33 ans, il est nommé recteur de la maison de Lucques et réélu à deux reprises. Il est aussi élu recteur de la maison de Rome, mais renonce au poste au bout d'un an. En 1599, il accompagne Leonardi, nommé commissaire apostolique par le pape, pour administrer le diocèse d'Aversa. La renommée des deux religieux se répand jusqu'à Naples, où Franciotti prêche beaucoup. En 1624, à l'occasion de l'assemblée générale de l'institut convoquée par Urbain VIII, Franciotti se rend de nouveau à Rome, où il séjourne pendant l'année sainte 1625. Le pape l'appelle pour écouter un de ses sermons et apprécie son talent oratoire. De retour à Lucques, Franciotti rédige la vie de Leonardi en novembre 1626. Il meurt le 9 décembre 1627.

## Culte
Il est reconnu vénérable le 30 juillet 1912 par le pape Pie X.